# Doručak za Emu
Doručak za Emu je naziv knjige književnika Perice Jokića. Knjigu je 1997. u ediciji "Mostovi" objavila Međurepublička zajednica za kulturno-prosvjetnu djelatnost iz Pljevalja.

## Vreme i mesto radnje
Reč je o savremenoj drami koja se dešava šest godina nakon početka građanskog rata u Jugoslaviji, a smeštena je u primorskom gradu na dve lokacije, u raskošnoj vili na obali i u mesnom hotelu. Drama zahteva pet scena.

## Lica
Glavni nosioci radnje u drami su Milan i Anica, kao i Ema koja presudno utiče na rasplet. U epizodnim ulogama pojavljuju se Aco i Bruno.

## Zaplet
Šest godina posle izbijanja ratnih sukoba, i isto toliko vremena provedegog u azilu, Anica se vraća u svoju domovinu. Ali ne svojom voljom. Ponovo je u životnoj opasnosti i treba joj pomoć. Jedina osoba koju ovde poznaje je Milan. Međutim, zbog svega što se nekad među njima zbilo, i sama je nesigurna u to da je našla sigurno utočište za sebe i svoju petogodišnju kćerku, kojima su ucenjene glave od strane hrvatske emigracije u Americi.

## Recenzija
“Najveći je bol sećati se srećnih dana u danima nesreće.” Ove Danteove reči kao da potmulo odjekuju u junacima Jokićeve drame dok posrću pod teretom bolnih uspomena i uzalud pokušavaju da vrate davno iščezle dane radosti i ljubavi. Sve je kao jedan vreli trenutak ali se u njemu dešavaju i krivica i greh, i oproštaj i žrtva, vera i beznađe, sunovrat i iskupljenje. Sve u svemu, “Doručak za Emu” najavljuje pisca od koga će se imati šta čitati, čuti i videti.  Gordan Mihić

## Kritike
- Svaka nova knjiga Perice Jokića je drugačija od prethodne. Prvo je bila knjiga aforizama, pa roman u baladi i sada – drama.Svestrani Jokić je uspešan u mnogo poslova: odličan je aforističar, slikar, karikaturista, bavi se uspešno i filmom...[3]
- Prva knjiga iz trilogije „Dame biraju“ govori o prvoj od tri Jokićeve dame. Anica je vrlo lepa, izazovna mlada žena (28 godina), bivša zavodnica, dvostruki azilant. Ema je njena petogodišnja kćerka i one dve će osloboditi nemir koji je Milan godinama držao pod kontrolom.[4]

## Spoljašnje veze
1. ↑  DORUČAK ZA EMU - Perica Jokić, Etna, januar 2017.